# Махаббат
Махаббат (араб. محبة‎) — в исламе: любовь.

## Любовь к Богу
Поскольку любовь является одной из форм поклонения Аллаху, то и верующий мусульманин обязан любить, прежде всего, Аллаха. Кроме того, каждый мусульманин обязан любить всех угодных Аллаху людей. Если любовь к жёнам и детям не подталкивает человека к отступлению от повелений Аллаха, то это не считается грехом. Махаббат выступает в роли некоторой привязанности к объекту
Понятие взаимной любви Бога и человека содержится в кораническом аяте: «Аллах приведет людей, которых Он любит и которые любят Его…». В суфизме распространена тема взаимной любви Аллаха и человека. Некоторые суфии утверждают, что именно выделившаяся от Аллаха любовь привела к сотворению мироздания. Путь любви, который приводит человека к абсолютному духу является самым кратчайшим путём для обуздания своих страстей. Но не каждый человек обладает чувством истинной любви. Многие люди любят преходящие и временные ценности материального мира. Если данный вид любви не противоречит шариату, то он в принципе допустим и служит неким трамплином к обретению истинной любви, которой является любовь к Аллаху.
Персидское слово для обозначения любви это ‘ашк (перс. عشق‎). Его нет в Коране, однако суфии часто ссылались на этот термин для обозначения высшей степени любви.